# Sonate pour violon en fa majeur
Pour les articles homonymes, voir Sonate pour violon et piano.
La Sonate pour violon en fa majeur est une pièce de musique de chambre en un mouvement pour violon et piano écrite par le compositeur britannique Arnold Bax en 1928.

## Contexte
La dernière œuvre d'Arnold Bax pour violon et piano (autre que son Concerto pour violon de 1938, publié uniquement dans une version pour violon et piano) était sa sonate en fa majeur, en deux mouvements, achevée en septembre 1928. Cependant, il l'a vite transformée pour en faire son Nonette, daté de janvier 1930. Celui-ci a été produit pour répondre à une commande du Bradford Triennial Festival, où il a été joué pour la première fois le 30 septembre 1930. Elle n'a pas été jouée en tant que sonate avant les célébrations du centenaire de la naissance de Bax en 1983.

## Structure
L'œuvre se compose de deux mouvements :
1. Molto moderato
2. Allegro

## Analyse
La sonate est en deux mouvements et se distingue par son caractère de sérénade ensoleillée.

### Premier mouvement
Le premier mouvement molto moderato – allegro comporte deux idées principales, la première générant la majeure partie de l'argument, la seconde apparaissant comme un interlude romantique.

### Deuxième mouvement
Dans le deuxième mouvement, allegro, le deuxième sujet, doucement chantant, domine, avec seulement un bref épisode orageux basé sur l'idée initiale, avant qu'une réminiscence du thème d'ouverture de toute la sonate ne conduise à une musique finale tranquille dans un crépuscule magique à demi éclairé.

## Discographie
- Violin Sonatas, Vol. 2 (No. 2, Sonata in F Major), Laurence Jackson (violon), Ashley Wass (piano), Naxos, 8.570094, novembre 2007